# Raimund Krauth
Raimund Krauth (* 27. Dezember 1952 in Karlsruhe; † 22. November 2012 ebenda) war ein deutscher Fußballspieler und -trainer. Er spielte als Profi in den Jahren 1972 bis 1982 für die Vereine Eintracht Frankfurt, FK Pirmasens und Karlsruher SC. Der Stürmer absolvierte insgesamt 87 Spiele (11 Tore) in der Bundesliga und 137 Spiele (52 Tore) in der 2. Bundesliga Süd. Krauth musste seine Laufbahn als Berufsfußballer bereits 1982 im Alter von 29 Jahren wegen eines schwerwiegenden Knieschadens beenden.

## FC Neureut 08, bis 1972
Der gebürtige Karlsruher Raimund Krauth gehörte die gesamten Jugendjahre und die ersten zwei Runden Seniorenfußball dem Stadtteilverein FC Neureut 08 an, deren erste Mannschaft in der drittklassigen 1. Amateurliga Nordbaden spielte. In der ersten Runde 1970/71 belegte Neureut unter Trainer Jupp Marx den 8. Rang und das Offensivtalent hatte alle 30 Rundenspiele bestritten und 23 Tore erzielt. Krauth hatte einen guten Antritt, schlug Haken und hatte keine Angst vor Zweikämpfen. Mit den 23 Treffern belegte er in Nordbaden in der Torschützenliste den 3. Rang hinter Herbert Layh (27 Tore) und Bernd Bartels von Meister SV Waldhof Mannheim mit 26 Toren. Insgesamt hatte Neureut lediglich 50 Tore in der Runde erzielt.
In der Runde 1971/72 wurde er in die nordbadische Auswahl berufen, die im Länderpokalwettbewerb am 20. November 1971 in Bocholt gegen den Niederrhein mit 1:2 Toren das Rückspiel verlor. Klaus Wunder erzielte beide Treffer für den Niederrhein, Krauth das Gegentor zum Weiterkommen in das Viertelfinale. Neureut hatte in der Runde mit 32:32 Punkten den 9. Rang belegt und Krauth in 28 Ligaeinsätzen 14 Tore erzielt. Aufgrund seiner Leistungen weckte der erst 19-jährige Stürmer des Karlsruher Kreispokalsiegers des Jahres 1972 das Interesse mehrerer höherklassiger Vereine.

## Eintracht Frankfurt, 1972 bis 1974
Er wechselte schließlich nach erfolgreichem Vorspielen zum Bundesligisten Eintracht Frankfurt – auch der Ligakonkurrent VfB Stuttgart war an dem Offensivtalent interessiert gewesen, der heimische Karlsruher SC hingegen spielte zu diesem Zeitpunkt lediglich in der zweitklassigen Regionalliga Süd. Seinen ersten Pflichtspieleinsatz für die von Erich Ribbeck trainierte Elf hatte der 19-jährige Raimund Krauth am 12. September 1972 an der Liverpooler Anfield Road: Im Hinspiel der ersten Runde des UEFA-Pokalwettbewerbs 1972/73 wurde er in der 79. Minute eingewechselt. Er sollte angesichts des 0:1-Rückstandes noch einmal für Schwung im Angriff sorgen, doch schon kurz nach Krauths Einwechslung erzielte Emlyn Hughes das 2:0 für den FC Liverpool. Die Eintracht war in dieser Begegnung letztlich chancenlos und schied gegen den späteren Cup-Sieger aus. Für Krauth blieb dieser Kurzeinsatz die einzige Begegnung auf internationaler Ebene.
Da bei der Eintracht die späteren Weltmeister Jürgen Grabowski und Bernd Hölzenbein sowie der österreichische Nationalspieler Thomas Parits im Angriff gesetzt waren, hatte es Raimund Krauth schwer, sich einen Platz in der Anfangsformation zu erkämpfen. In der Saison 1972/73 avancierte die Eintracht nach einem gelungenen Start zum „Geheimfavoriten“ der Liga. Doch nachdem die Mannschaft am 7. Spieltag durch einen 2:1-Sieg über den bis dahin ungeschlagenen FC Bayern bis auf zwei Punkte an den Tabellenführer herangerückt war, folgte eine Negativserie mit fünf Spielen ohne Sieg, der sich auch unmittelbar auf die Zuschauerzahlen auswirkte. In der „Baustelle Waldstadion“ – die Umbauten für die Weltmeisterschaft 1974 waren bereits in vollem Gange, so dass das Stadion ohnehin nur 40.000 Besuchern Platz bot – verloren sich beim Heimspiel gegen Schalke 04 gerade noch 6000 Zuschauer, so dass die Eintracht Mitte Dezember Horst Heese für 170.000 DM verkaufen musste, um wirtschaftlich über die Runden zu kommen. Am Saisonende belegte die Ribbeck-Elf einen enttäuschenden 8. Platz; Raimund Krauth war im Verlauf der Bundesligarunde 14 mal eingewechselt worden und ohne Torerfolg geblieben. Nach vollzogenem Trainertausch mit dem 1. FC Kaiserslautern – Erich Ribbeck ging in die Pfalz und Dietrich Weise kam an den Main – spielte die Eintracht 1973/74 wieder erfolgreicher als im Vorjahr, aus Sicht von Raimund Krauth hingegen änderte sich wenig. Lediglich neun Einsätze standen am Ende der Runde für den 22-Jährigen zu Buche und erst in seinem letzten Pflichtspiel für die Eintracht gelang Raimund Krauth sein erster Bundesligatreffer: Beim 2:1-Sieg über Fortuna Düsseldorf erzielte er das 1:1. Das Spiel am 34. Spieltag war eines der wenigen bei den „Adlern“, das er über die volle Spielzeit bestritten hatte. Auch zum Pokalerfolg der Eintracht in diesem Jahr konnte Krauth nur wenig beitragen, er war lediglich beim 8:1 über TeBe Berlin in der ersten Runde eingesetzt worden und hatte zum Kantersieg ein Tor beigesteuert.
Am Ende seiner beiden „Lehrjahre“ bei der Eintracht hatte Krauth in insgesamt 23 Bundesliga-, vier DFB-Pokal- sowie einem UEFA-Cup-Spiel Erfahrung gesammelt und in der höchsten deutschen Spielklasse sowie im nationalen Pokalwettbewerb jeweils ein Tor erzielt. Da absehbar war, dass er sich gegen die starke Konkurrenz in der Eintracht-Offensive nicht würde durchsetzen können, wechselte er im Sommer 1974 den Verein.

## FK Pirmasens, Saison 1974/75
Der Durchbruch im Profifußball gelang Krauth 1974/75 beim Zweitligisten FK Pirmasens. „Die Klub“ war als langjähriger Regionalligist eines der Gründungsmitglieder der 2. Bundesliga Süd, die 1974 als neuer zweigleisiger Unterbau der Bundesliga eingeführt wurde. Die Vereinsführung unter Präsident Gustav Käfer investierte im Sommer 1974 kräftig in die Mannschaft. „Ich wollte mit Gewalt in die Bundesliga.“ gestand der Pirmasenser Schuhfabrikant und FKP-Mäzen später. Die Elf um FKP-„Urgestein“ Dieter Weinkauff wurde zu Saisonbeginn vom neuen Trainer Bernd Hoss vor allem in der Offensive verstärkt. Neben dem jungen Pirmasenser Eigengewächs Harry Erhart sorgten die Neuzugänge Raimund Krauth aus Frankfurt, Alfred Sailer aus Siegen und Günther Michl aus Nürnberg (mit 220.000 Mark Ablöse der teuerste Einkauf der Vereinsgeschichte) dafür, dass sich der FKP von Beginn an im oberen Tabellendrittel der Liga festsetzte. Nach einem spannenden Saisonfinale erreichte die Mannschaft vom Horeb hinter dem Karlsruher SC Platz 2 und war damit für die Relegationsspiele gegen den Vizemeister der Nordstaffel, Bayer 05 Uerdingen, qualifiziert. Im ersten der beiden Aufstiegsspiele erzielte Krauth nach nur wenigen Sekunden das 1:0, doch am Ende eines dramatischen Spiels stand es 4:4. Im Rückspiel unterlagen die Pfälzer in der Krefelder Grotenburg-Kampfbahn mit 0:6 und verpassten den Aufstieg.
In 33 Zweitligaspielen erzielte Krauth zwölf Tore. Er verließ den Verein bereits im Sommer 1975 wieder und kehrte in seine Heimatstadt und damit auch in die Bundesliga zurück.

## Karlsruher SC, 1975 bis 1982
In Karlsruhe herrschte nach der Südmeisterschaft und dem Aufstieg in die Bundesliga große Euphorie. Nach sieben Jahren Zweitklassigkeit wollte man sich wieder in der höchsten deutschen Spielklasse etablieren. Trainer Carl-Heinz Rühl verstärkte die Aufstiegsmannschaft in der Defensive um die Routiniers Jürgen Kalb und Hermann Bredenfeld, und im Mittelfeld sollte Winfried Schäfer für Impulse sorgen. Im Angriff wechselte neben Raimund Krauth auch Gustl Jung zum KSC, hier setzte Rühl aber zunächst weiter auf die Vorjahressturmreihe mit Torschützenkönig Bernd Hoffmann sowie die Flügelstürmer Roland Vogel und „Charly“ Berger. Neuzugang Raimund Krauth musste zunächst auf die Bank, debütierte aber schon am vierten Spieltag im Wildpark bei der 0:2-Heimniederlage gegen Eintracht Braunschweig und erzielte eine Woche später gegen den 1. FC Köln sein erstes Bundesligator für den KSC. Rühl setzte im weiteren Verlauf der Runde abwechselnd Raimund Krauth und Roland Vogel auf der Linksaußen-Position ein. Krauth kam in dieser Saison auf insgesamt 19 Ligaspiele (4 Tore). Konnte der KSC in dieser Saison das Ziel „Klassenerhalt“ noch erreichen, so musste die Mannschaft ein Jahr später wieder den Gang in die Zweitklassigkeit antreten. Von den Neuzugängen stellte lediglich der Mittelstürmer Norbert Janzon seine Bundesligatauglichkeit unter Beweis, während insbesondere die als internationale Stars angekündigten Thomas Sjöberg (Schweden) und Vančo Balevski (Jugoslawien) enttäuschten. Noch Mitte der Rückrunde hatte alles danach ausgesehen, als ob die Blau-Weißen erneut die Klasse würden halten können, doch eine Serie von teilweise herben Niederlagen sorgten für einen Absturz auf Rang 16. Krauth war in dieser Saison für Trainer Rühl lediglich zweite Wahl geblieben, auch nach dem Weggang von Roland Vogel nach Mannheim im Oktober 1976 wurde er nur sporadisch eingewechselt und fiel zudem in den Wintermonaten verletzungsbedingt für längere Zeit aus.
Nach dem Abstieg des KSC verließ mit Trainer Carl-Heinz Rühl nicht nur der Trainer den Wildpark, auch einige Leistungsträger wanderten ab. Winfried Schäfer ging nach Mönchengladbach und im Angriffszentrum hatte der KSC den Weggang von Norbert Janzon zu verkraften. Diese Lücke wurde durch Emanuel Günther, den der neue Trainer Bernd Hoss aus Worms „mitgebracht“ hatte, aber adäquat aufgefüllt. Die offensive „Flügelzange“ bildeten Raimund Krauth und Charly Berger. Der Saisonstart in die Saison der 2. Bundesliga 1977/78 verlief überaus erfolgreich, so dass man sich in Karlsruhe Hoffnungen auf einen sofortigen Wiederaufstieg machen konnte. Umso überraschender kam der Rauswurf von Trainer Hoss Ende Oktober: Die Vereinsführung begründete diesen Schritt damit, dass Hoss keinen attraktiven Fußball spielen ließe. Auch Nachfolger Rolf Schafstall musste vor Saisonende gehen, denn unter seiner Leitung hatte der KSC den Anschluss an die Tabellenspitze verloren, der direkte Wiederaufstieg war außer Reichweite. In der Zweitligasaison 1978/79 übernahm Manfred Krafft das Amt des Übungsleiters beim KSC und unter seiner „eisernen Hand“ sollte die Elf um Torhüter Wimmer, Abwehrchef Struth, dem Youngster Harforth und dem Spielmacher Trenkel im Mittelfeld sowie der Sturmreihe Krauth, Schüler und Becker der Liga das Fürchten lehren. Zu Beginn der Rückrunde führte der KSC die Tabelle an, doch ein zwischenzeitlicher Einbruch im Frühjahr, als acht Spiele in Folge nicht gewonnen werden konnten, sorgte erneut für ein frühzeitiges Ende der Aufstiegsambitionen. Für Raimund Krauth war diese Saison gemessen an den Toren die bislang erfolgreichste beim KSC: In 36 Spielen traf er 16 Mal und war damit erfolgreichster Torschütze.
Trotz des verpassten Saisonzieles war „Manni“ Krafft auch 1979/80 KSC-Trainer. Und nicht zuletzt dank der Rückkehr des im Vorjahr an Fortuna Düsseldorf abgegebenen und nun wieder zurückgekehrten Torjägers „Mano“ Günther gelang den Badenern in diesem Jahr der Aufstieg in die Bundesliga. 104:52 Tore in der ausnahmsweise auf 21 Vereine aufgestockten 2. Liga Süd reichten zwar nur für den zweiten Platz hinter dem 1. FC Nürnberg, doch in den Relegationsspielen gegen Rot-Weiss Essen behielten die Krafft-Schützlinge dank eines klaren 5:1-Hinspielsieges, zu dem auch Raimund Krauth ein Tor beigesteuert hatte, die Oberhand.
Mit fast unverändertem Kader – die chronisch klamme Finanzlage im Wildpark ließ keine namhaften Verstärkungen zu, neben Rückkehrer Schüler wurden mit Fanz, Boysen und Hartung lediglich Zweitliga- bzw. Amateurligaspieler verpflichtet – galt der Bundesliganeuling in der Spielzeit 1980/81 als Abstiegskandidat, und die 0:3-Auftaktniederlage gegen Bayern München schien diese Prognose zu untermauern. Doch die Elf aus der Fächerstadt überraschte die Fußballexperten, nach holprigem Start steigerte sich die Mannschaft und arbeitete sich bis zum 23. Spieltag auf Rang 10 hoch. Mittelstürmer Günther stellte seine Torgefährlichkeit auch in der Bundesliga unter Beweis, und auch die Mittelfeldspieler Stephan Groß und Gerhard Bold trafen regelmäßig. Raimund Krauth hingegen kam nur auf 22 Einsätze, seine vier Tore in dieser Saison resultierten aus zwei „Doppelpacks“, beim 3:3 in Frankfurt sowie beim 7:2-Sieg gegen 1860 München zum Saisonabschluss, dem bis heute höchsten Bundesligaheimsieg der Karlsruher.
Die Bundesligasaison 1981/82 brachte für KSC-Trainer Manfred Krafft bereits zum 26. November 1981 seine überraschende und wohl auch voreilige Ablösung – mit 11:17 Punkten stand der KSC nach 14 Spielen auf dem 12. Rang – und zum 27. November seinen Nachfolger in der Person von Max Merkel in den Wildpark. Beim mit 1:4 Toren verlorenen KSC-Debüt des „Startrainers“ am 28. November in Karlsruhe vor 32.000 Zuschauern gegen den 1. FC Köln stürmte Raimund Krauth am Flügel an der Seite von Mittelstürmer Günther. Am 16. März 1982, absolvierte er beim 1:5 im Nachholspiel beim VfB Stuttgart sein letztes Bundesligaspiel. Monate zuvor war ein Innenbandabriss im Knie nicht richtig diagnostiziert worden und Krauth hatte sich wochenlang weiter gequält, ehe das Band endgültig riss. Sein Vertrag lief 1982 aus und der KSC zeigte keine Kulanz gegenüber dem angeschlagenen Angreifer, da man in der Vorbereitung auf die Saison 1982/83 keinen Rekonvaleszenten im Kader haben wollte. Das Knie diktierte das Aus des Profifußballers Raimund Krauth.
Nach sieben Spielzeiten, davon vier in der ersten und drei in der zweiten Liga, hatte Raimund Krauth für den KSC insgesamt 168 Ligaspiele absolviert und dabei 50 Tore erzielt, davon 64 (10 Tore) in der Bundesliga und 104 (40 Tore) in der 2. Liga Süd. In der Vereinsstatistik der Torjäger belegt er damit gemeinsam mit Stephan Groß den 9. Platz.

## Nach der aktiven Laufbahn

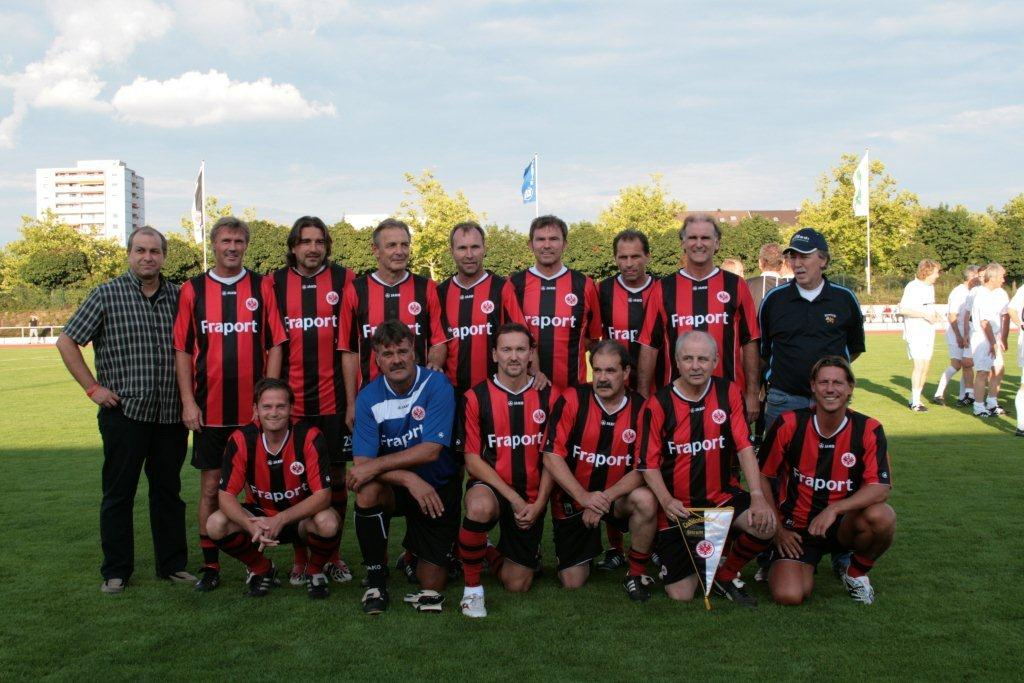
Eintracht Frankfurt Altstars beim Benefizspiel

Nach dem Rückzug aus dem professionellen Fußball war der gelernte Versicherungskaufmann Krauth Spielertrainer – Comeback-Versuche beim SC Pfullendorf und dem ASV Durlach waren gescheitert – bei den baden-württembergischen Amateurvereinen SV Langensteinbach und SV Altschweier, ehe er danach als Trainer (Krauth war Inhaber der Trainer-A-Lizenz) beim ASV Hagsfeld, FC 21 Karlsruhe, KSC-Amateure, FC Neureut 08 (Jugendbereich), erneut SV Langensteinbach (A-Jugend, 2. und 1. Mannschaft) wirkte. Zuletzt war er bis 2009 Assistent von Gerd Komorowski beim Kreisligisten Fortuna Kirchfeld und war in der Jugendabteilung und der Betreuung der zweiten Mannschaft tätig.

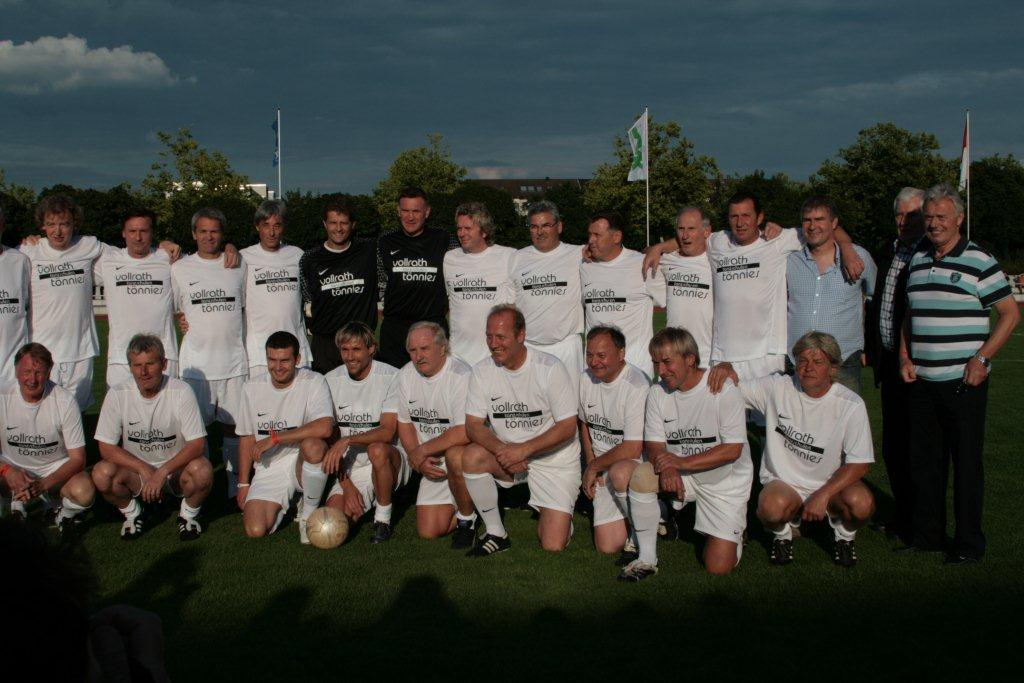
KSC-Team beim Benefizspiel mit zahlreichen ehemaligen Mannschaftskameraden

Seit dem Frühjahr 2009 lag Krauth nach einer Knieoperation im Wachkoma, nachdem der 57-Jährige bei diesem Routine-Eingriff einen Infarkt erlitten hatte. Am 30. Juli 2010 wurde ein Benefizspiel in Karlsruhe im Stadion des SV Beiertheim durchgeführt, das der Familie Krauth einen Neustart und wichtige Hilfsmöglichkeiten für die anstehende Pflegeerfordernisse ermöglichen sollte. Vor 2.200 Zuschauern gewann die Traditionself von Eintracht Frankfurt – angeführt von Delegationsleiter Jürgen Grabowski und auf dem Rasen von seinem Weltmeisterkollegen des Jahres 1974, Bernd Hölzenbein – mit 6:4 Toren gegen eine Auswahl aus einstigen Mitspielern sowie weiteren ehemaligen Profis des KSC – Rolf Dohmen, Stephan Groß, Wolfgang Trapp, Gerhard Bold, Emanuel Günther, Ove Flindt-Bjerg, Michael Künast, Wilfried Trenkel, Wolfgang Schüler, Roland Vogel, Michael Harforth, Günther Fuchs, Hermann Kohlenbrenner, Hermann Bredenfeld, Gerd Komorowski, Andreas Görlitz. Zwei Tage nach Krauths Tod spielte die erste Fußballmannschaft des KSC mit Trauerflor.